# Erbario

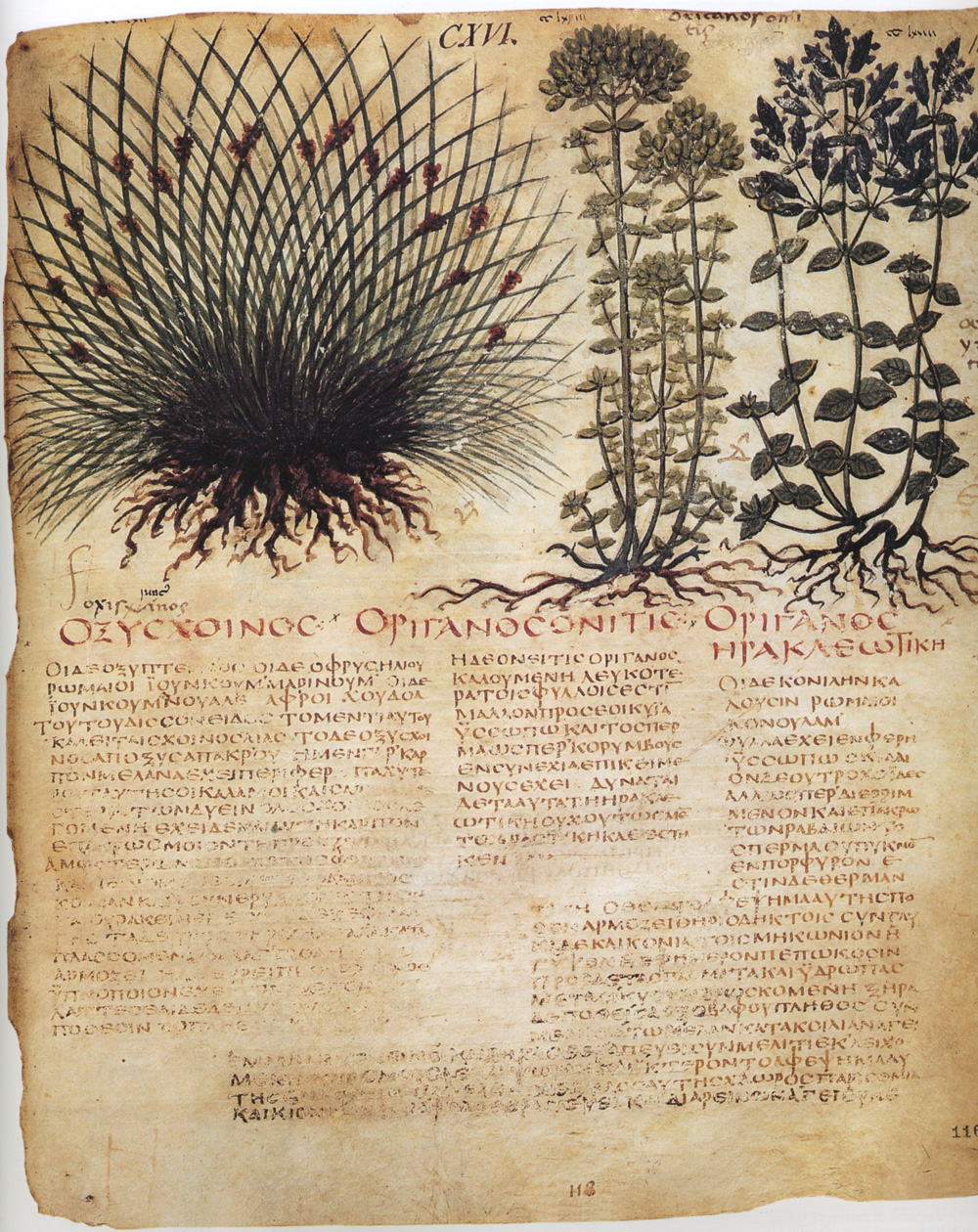
Una pagina del De materia medica di Dioscoride di Anazarbo, copia del VII secolo della Biblioteca Nazionale di Napoli, Cod. Gr. 1

Gli erbari sono testi botanici contenenti descrizioni delle piante, in particolare di quelle con proprietà medicinali, spesso corredati da illustrazioni di straordinario valore artistico.
L’erbario può essere definito come un libro, in uso dall'antichità classica fino agli ultimi decenni del XV secolo, che raccoglie descrizioni delle piante e delle loro virtù farmacologiche, spesso accompagnate dai nomi con cui ciascuna essenza vegetale era conosciuta nelle varie lingue e da notizie sul loro habitat.
Con il tempo, gli erbari acquisirono un carattere sempre più artistico, divenendo dal VI secolo d.C. codici preziosamente illustrati, contribuendo a evitare errori di identificazione delle piante e migliorando la qualità dei trattamenti terapeutici. E soprattutto a partire dall’XI secolo, alle immagini delle piante vennero spesso associate anche figure umane, con la finalità di esplicitarne più chiaramente le virtù officinali o per esemplificare particolari metodi di raccolta.
Con l’invenzione della stampa e l’affinamento delle tecniche incisorie, gli erbari assunsero un ruolo fondamentale nella diffusione del sapere botanico. Fino al Rinascimento, i testi illustrati di botanica rientravano nella categoria degli "erbari", mentre successivamente si iniziò a distinguere tra flora – l’insieme delle piante di una determinata regione –, florilegia – una raccolta illustrata di fiori con un fine estetico più che pratico – e testi scientifici di botanica.
Oggi, il termine erbario designa sia un compendio che descrive più o meno riccamente il regno vegetale (herbarium o hortus siccus); dall'altra, un edificio atto a ospitare una o più collezioni di campioni secchi (exsiccata).Le istituzioni di tutto il mondo sono censite nell’Index Herbariorum, che elenca oltre 3000 sedi, con un totale di 273 milioni di esemplari, di cui circa 120 in Italia, che ne conservano 9 milioni.

## Storia degli erbari
La confidenza che l'uomo ha stabilito progressivamente con il mondo vegetale lo ha portato inizialmente ad avvicinare le piante per inquadrarle in una rudimentale classificazione per commestibilità o tossicità, quindi a osservarne macroscopicamente i cicli vitali, infine alla domesticazione, conoscenza di virtù, proprietà medico-farmacologiche, dettagli sui cicli biologici. Un esempio di questa crescente quotidianità delle piante già negli stadi più arcaici della civilizzazione è nelle tombe egizie del III millennio a.C.: raffigurazioni di palme, fichi, piante da fiore. Una prima summa riconosciuta di queste conoscenze empiriche si ebbe durante il periodo greco-romano.

### Erbari greco-romani
La nascita della filosofia giocò un ruolo fondamentale nella stesura di queste prime raccolte probabilmente già nel VI-V sec a.C.: le domande che l'uomo si poneva sempre più insistentemente sull'ordine e origine dell'universo lo portarono alla ricerca e all'osservazione anche del mondo vegetale, dalla morfologia alle proprietà alimentari e medicinali. Le conoscenze così accumulate mescolavano elementi di mera natura botanica ad altri farmaceutici, il che riflette la visione non disgiunta dei due aspetti, da quanto si deduce già da una delle prime raccolte ritrovate attribuita a Teofrasto (371 a.C. – 286 a.C.), che descrisse circa cinquecento piante nelle sue due opere Historia Plantarum e De Causis Plantarum.
Il primo erbario illustrato noto è attribuito a Crateua, medico di Mitridate IV Eupatore (II-I sec. a.C.), mentre il più antico erbario pervenutoci è quello di Dioscoride di Anazarbo, un medico della Cilicia che nel I secolo d.C. arrivò a Roma e scrisse la sua principale opera: De materia medica.
Questo codice, prototipo di tutti gli erbari successivi, fu in realtà uno dei libri più copiati del medioevo: ci sono pervenute numerosissime copie. 
La più antica è del 515: il Dioscoride di Vienna è l'erbario più antico pervenutoci, ed è corredato da illustrazioni di grande realismo.
Già nelle copie del De materia medica del X secolo, le illustrazioni risultano molto più grossolane. Si iniziarono invece secondo la consuetudine medievale ad adattare i contenuti. Venivano aggiunti nuovi esemplari locali (soprattutto nel Nord Europa e in Inghilterra), e specie legate a particolari mitologie (come la mandragora).

### Medioevo
Nel corso del Medioevo, le illustrazioni botaniche continuarono a derivare dai modelli antichi, spesso attraverso copie e copie di copie, divenendo via via meno fedeli alla realtà. Lo studio della botanica si basava essenzialmente sugli scritti degli autori classici, come Dioscoride, Plinio e Teofrasto, le cui conoscenze e credenze non venivano messe in discussione, ma tramandate in un intreccio di scienza e magia. In questo contesto, il prestigio della parola dei “grandi” del passato risultava più forte della capacità critica e dell’osservazione diretta. Questo fenomeno fu accentuato da una nuova mentalità che privilegiava l’ideale rispetto al reale: le piante venivano quindi idealizzate, schematizzate, ridotte all’essenza o arricchite di particolari fantasiosi, spesso legati più alle loro presunte proprietà terapeutiche che al loro aspetto autentico.
Un esempio emblematico è la raffigurazione della mandragora, pianta tossica della famiglia delle Solanacee, alla quale venivano attribuite virtù magiche. La forma particolare della sua radice, vagamente antropomorfa, aveva alimentato numerose leggende, tra cui quella secondo cui il suo straziante urlo al momento della raccolta avrebbe ucciso chiunque l’avesse colta. Per questo si consigliava di legare la pianta al guinzaglio di un cane, lasciandolo poi correre via: l’animale, strappandola dal terreno, sarebbe morto per le sue grida, permettendo così al padrone di raccoglierla in sicurezza. Nonostante bastasse un’osservazione diretta per smascherare la leggenda, la suggestione delle credenze popolari e l’autorità dei testi antichi erano così radicate che molti manoscritti medievali continuarono a raffigurare la mandragora con sembianze umane e legata a un cane.
In questo periodo si diffuse particolarmente l’opera di un autore del IV secolo d.C., noto come Pseudo Apuleio (per distinguerlo dal più celebre Apuleio di Madaura). Gli esemplari più antichi della sua opera sono andati perduti, ma è probabile che il loro aspetto fosse simile a quello di due codici duecenteschi di lusso, conservati rispettivamente a Vienna (Österreichische Nationalbibliothek, cod. Vind. 93) e a Firenze (Biblioteca Laurenziana, mc. Plut. 73.16).
Importante fu il trattato Herbora sempliciorum della mistica Ildegarda di Bingen, opera che riguarda le varie erbe officinali coltivate nei monasteri.
Nel corso del Trecento, si assistette a profondi cambiamenti nelle rappresentazioni botaniche degli erbari. L’influenza della cultura e della medicina araba, giunta in Italia soprattutto attraverso la Scuola Medica Salernitana, contribuì a un progressivo distacco dalla tradizione classica. Anche le immagini botaniche cominciarono a differenziarsi da quelle dei testi precedenti: per la prima volta, emerse l’esigenza di un maggiore naturalismo, che portò alla realizzazione di illustrazioni basate sull’osservazione diretta delle piante, anziché sulla semplice copia di immagini preesistenti o sulla soladescrizione testuale.
L’esempio più significativo di questo cambiamento è il cosiddetto Erbario Carrarese o Liber agregà, oggi conservato a Londra (British Library, Eg. 2020), ma realizzato a Padova tra il 1390 e il 1404. Si tratta di un riassunto in volgare padovano di un trattato medico arabo, corredato da raffigurazioni estremamente dettagliate e realistiche, considerate le prime del periodo realizzate tramite osservazione dal vero. L’attenzione al realismo è tale che le piante vengono rappresentate nei diversi momenti del loro sviluppo e in tutte le loro parti, comprese fiori, frutti, radici e il retro delle foglie.

### Il Rinascimento e la Rivoluzione della Botanica
Nel corso del Rinascimento, l’illustrazione botanica vive una straordinaria fioritura. Questo sviluppo si manifesta in particolare nell’area veneta, soprattutto a Padova, grazie alla presenza della sua prestigiosa Università.
In questo periodo, inizia ad affermarsi l’esigenza di immagini più realistiche e riconoscibili. Accanto alle raffigurazioni fortemente stilizzate, compaiono rappresentazioni più fedeli alla realtà. Il desiderio di realismo arriva a influenzare perfino la raffigurazione della mandragora, che continua a essere rappresentata con sembianze antropomorfe, ma con un forte realismo. Particolarmente pregiati sono alcuni erbari prodotti nelle Fiandre, dove spicca già l'attenzione al dettaglio e al realismo che caratterizza l'arte fiamminga e olandese del rinascimento.
Nel 1455, l’invenzione della stampa porta significative innovazioni anche nel campo dell’illustrazione botanica. Già nei primi incunaboli, il testo è accompagnato da immagini. Tuttavia, i primi esempi presentano illustrazioni ancora stilizzate e poco riconoscibili. Ben presto, però, vengono realizzati volumi con immagini sempre più realistiche e dettagliate, come quelle di Brunfels e Fuchs.
È nel Cinquecento che l’importanza dell’illustrazione nei testi scientifici, non solo botanici, si afferma definitivamente. Emblematica è l’osservazione del naturalista, botanico ed entomologo Ulisse Aldrovandi, che in una lettera del 1577 scrive: "Le opere mie, che si hanno a stampare con le figure, perché senza figure è una vanità."
Tra gli autori più influenti vi fu Pietro Andrea Mattioli, che nel 1544 pubblicò i Discorsi sull’Opera di Dioscoride. Nel Cinquecento, scienziati come Brunfels e Fuchs diedero grande impulso alla rappresentazione scientifica delle piante.

### Dal Seicento all’Ottocento: l'evoluzione scientifica
Nel corso del Seicento, la botanica inizia ad affermarsi come scienza autonoma, non più considerata un semplice ausilio alla medicina. Le piante vengono dunque studiate in tutti i loro aspetti, incluse le caratteristiche distintive non necessariamente legate alle proprietà farmacologiche.
Nei volumi di questo periodo compaiono sempre più frequentemente immagini dettagliate che illustrano l’anatomia delle piante: particolari di fiori, semi e frutti, oltre a rappresentazioni del retro di foglie e petali. La crescente attenzione ai dettagli è favorita dall’uso sempre più diffuso della calcografia (incisione su lastre di metallo), che sostituisce la xilografia (incisione su legno) e consente un grado di precisione ancora maggiore.
Questa tendenza è evidente, ad esempio, nell'opera del medico e botanico francese Paul Reneaulme, Specimen Historiae Plantarum del 1611. Qui, le immagini assumono un valore sempre più scientifico, rivelando un’attenzione minuziosa all’anatomia delle piante raffigurate. I testi che accompagnano le figure forniscono informazioni dettagliate non solo sui diversi nomi della pianta, ma anche sul suo aspetto, sul luogo e sulla stagione di fioritura. Solo in ultima istanza vengono trattate le sue proprietà e applicazioni medicinali.
Nonostante questa progressiva evoluzione verso una botanica autonoma e scientifica, il Settecento vede ancora la produzione di erbari che ricalcano i modelli antichi. Tuttavia, la botanica si muove su due binari distinti: da un lato, la realizzazione dei primi veri testi scientifici dedicati alle piante; dall’altro, la creazione di volumi in cui l’attenzione agli elementi botanici, ormai svincolata dagli aspetti medico-farmaceutici, assume sempre più una valenza estetica.
Nel Settecento e Ottocento si affermarono gli horti sicci, raccolte di piante essiccate per scopi scientifici. Gli orti botanici divennero centri fondamentali di ricerca. La botanica si distinse definitivamente dall’erboristica, diventando disciplina autonoma.

## Esempi di illustrazioni

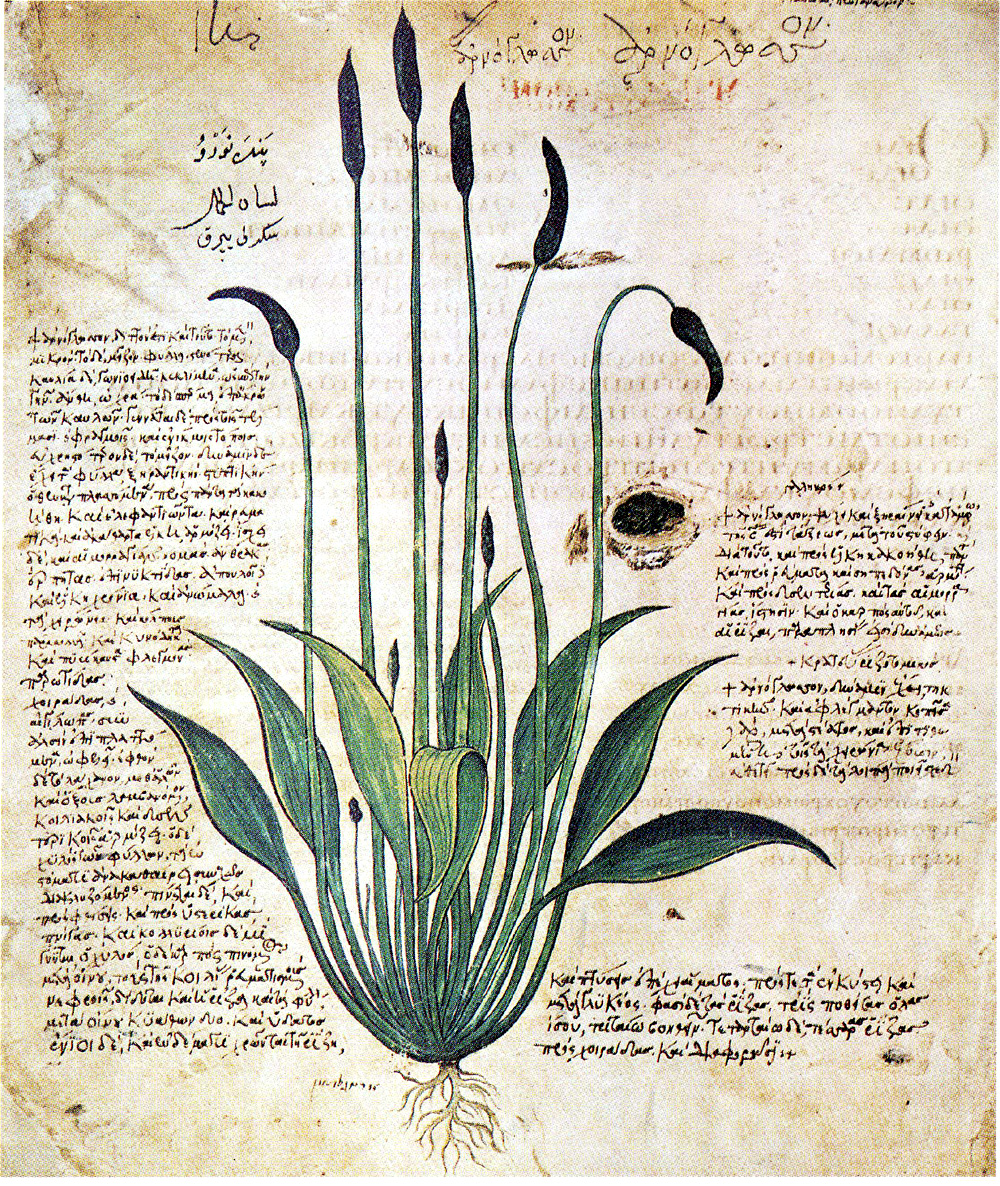
Dioscoride dell'alto medioevo
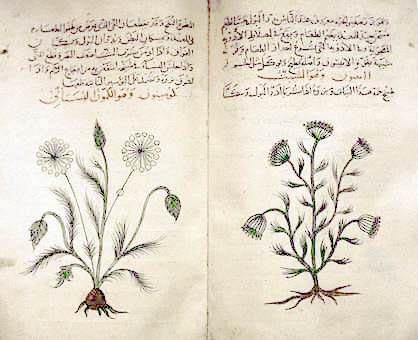
Dioscoride in arabo
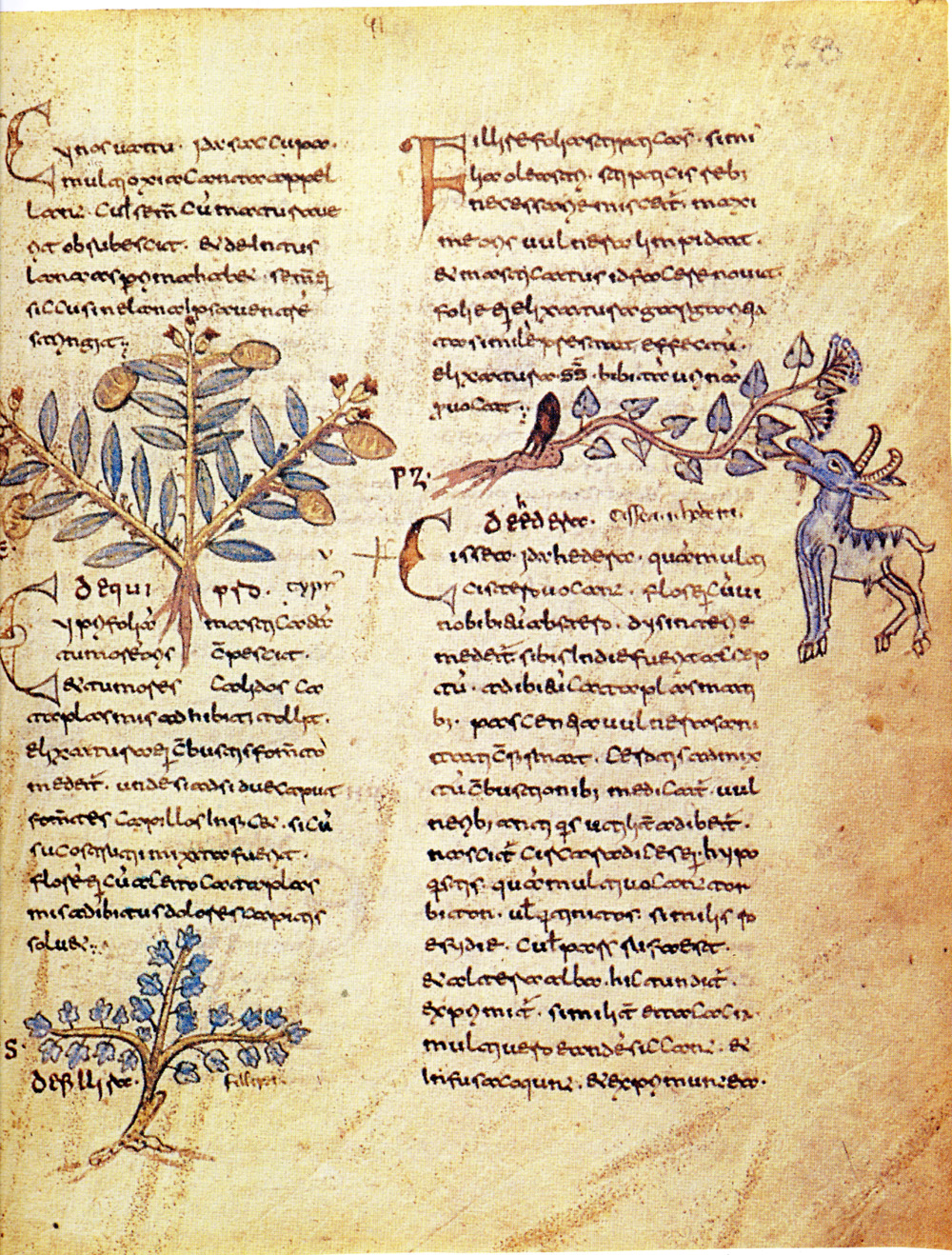
Un Dioscoride del X secolo (illustrazioni più rudimentali)
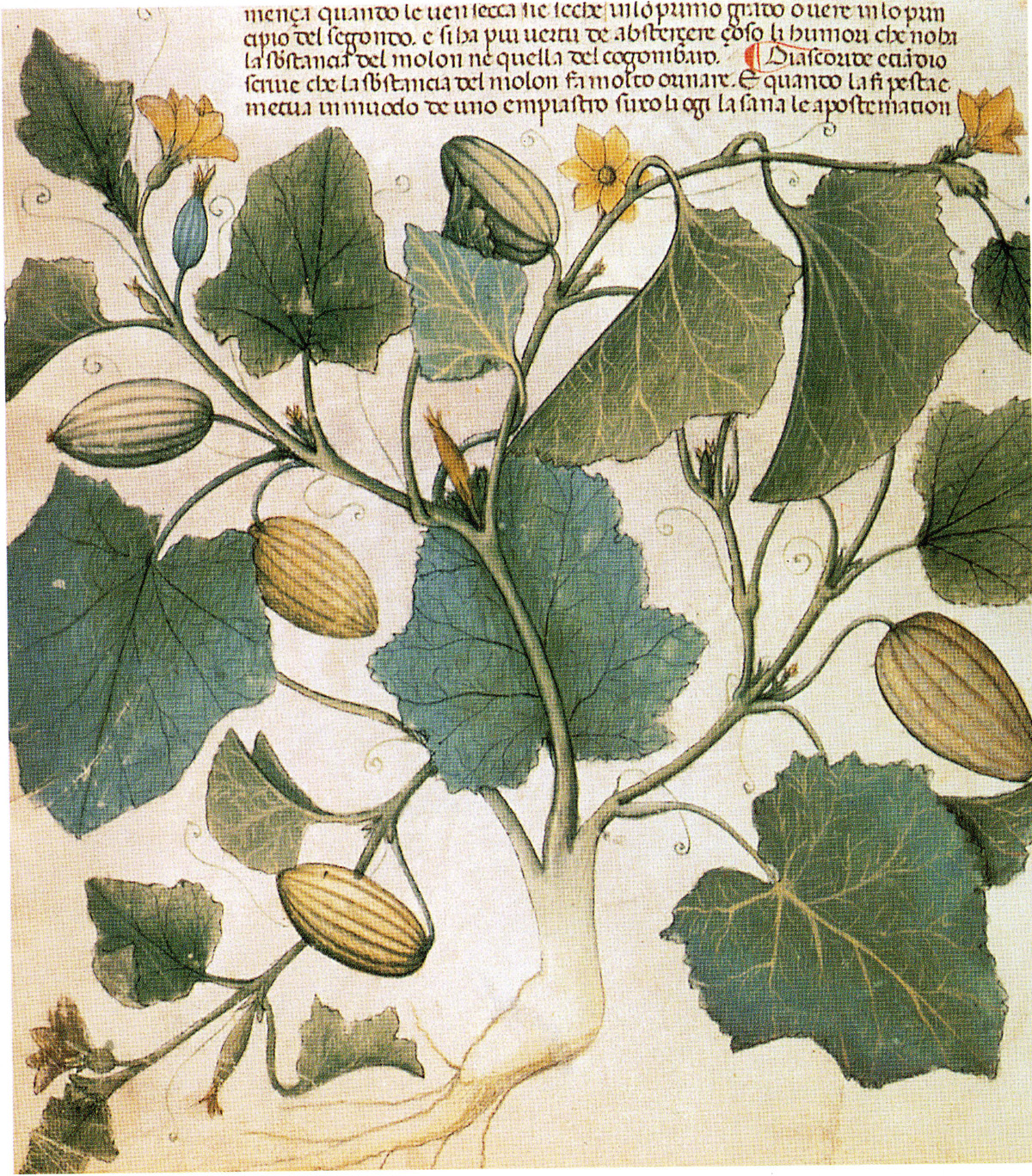
Erbario di Egertun
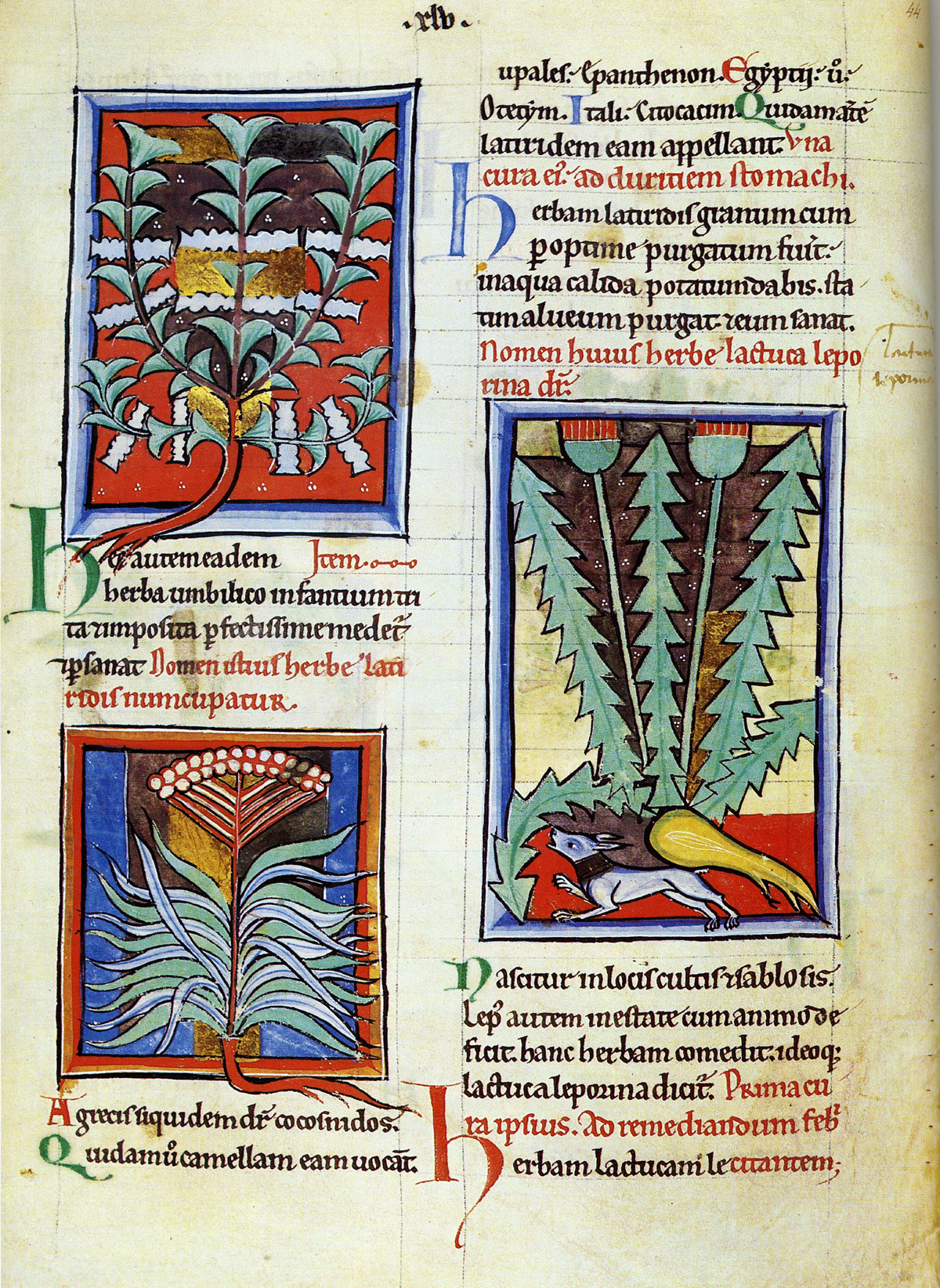
Erbario inglese del XIII secolo (molto stilizzato)
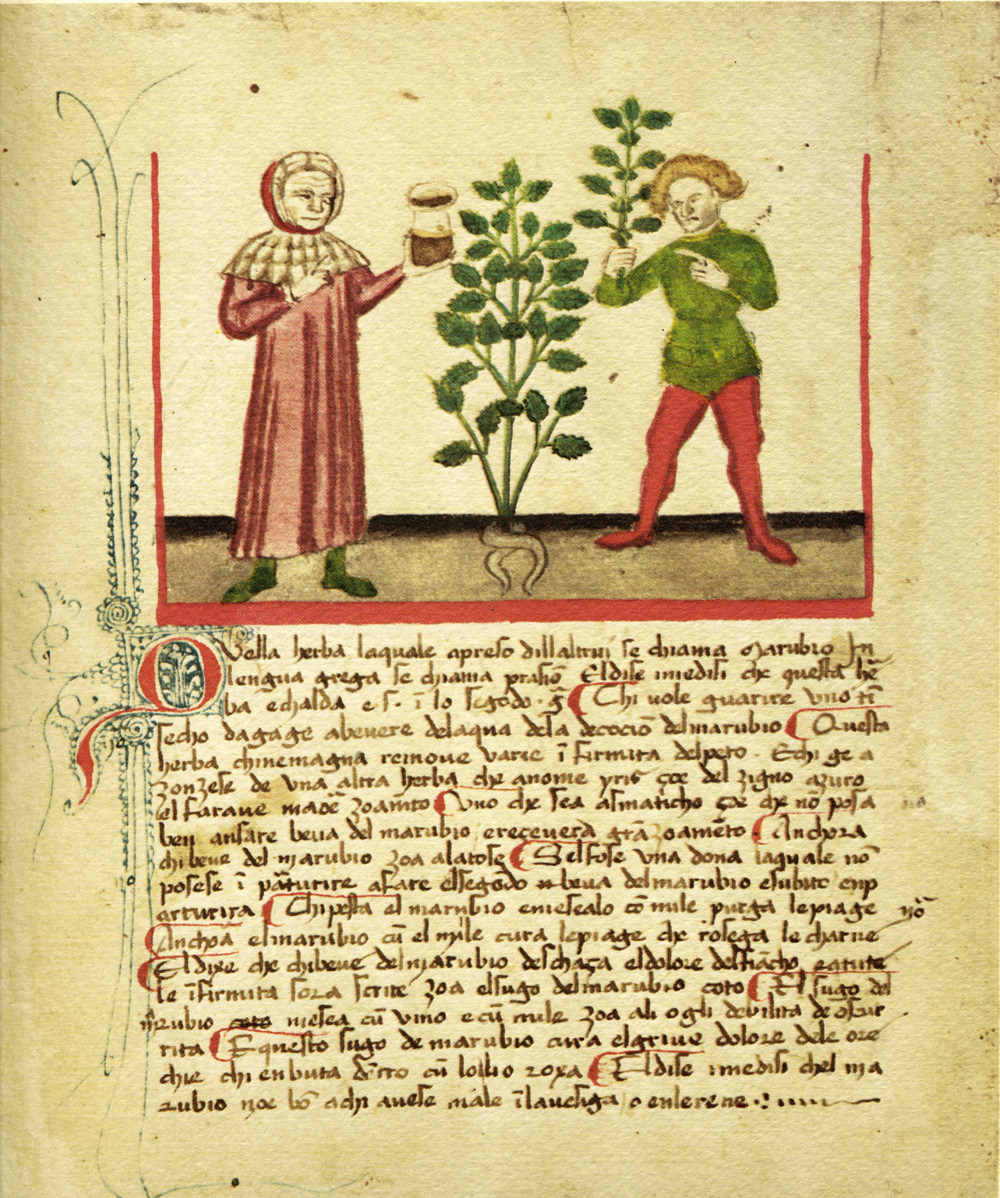
Erbario di Antonio Guarnerino da Padova del 1441 conservato presso la Biblioteca civica Angelo Mai di Bergamo; Consultabile digitalmente anche sul sito della BDL al seguente link.
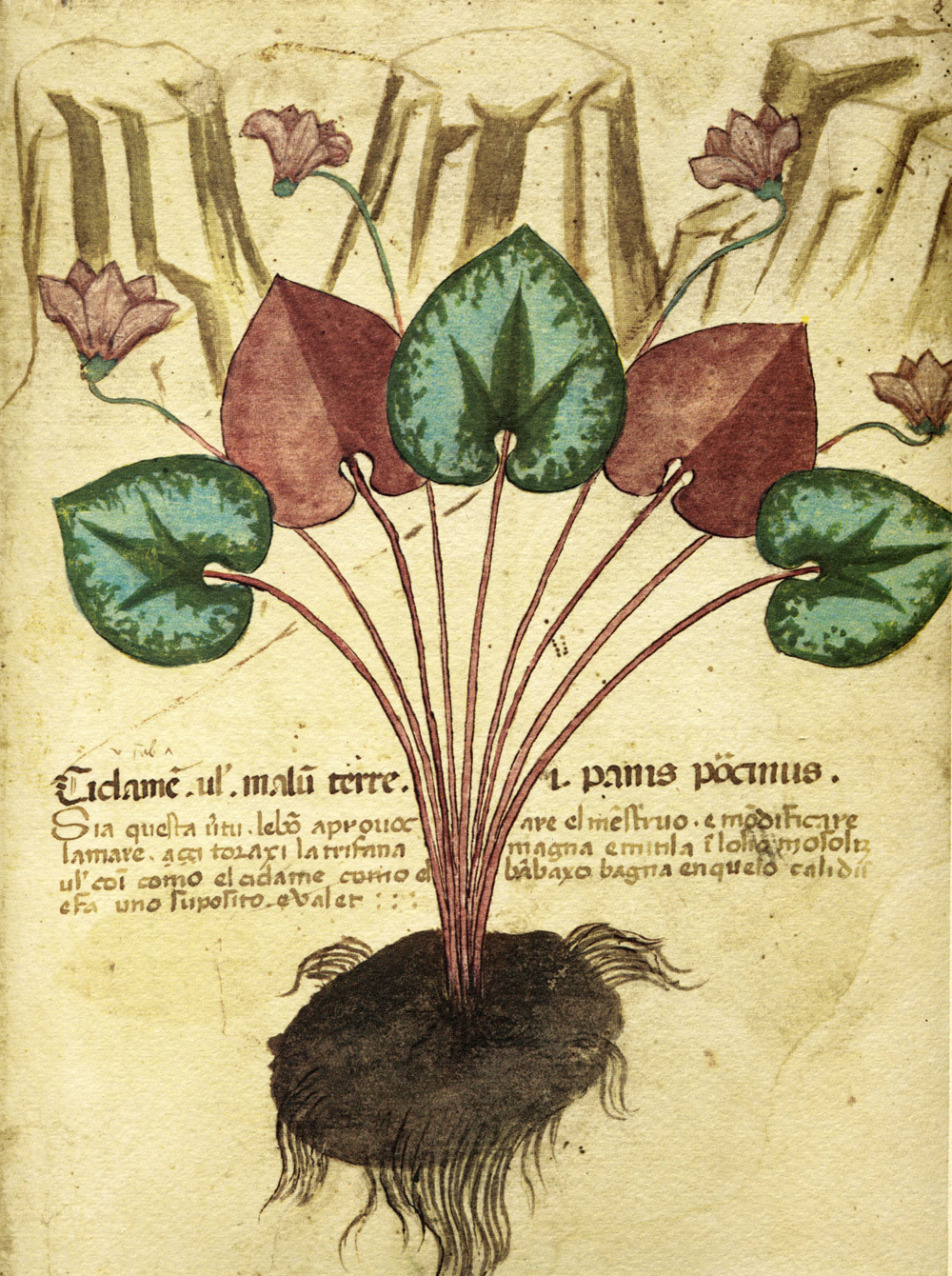
Riproduzione di un ciclamino presente nella seconda parte,  Herbe pincte, dell'Erbario di Antonio Guarnerino da Padova conservato presso la Biblioteca civica Angelo Mai di Bergamo alla segnatura MA 592.
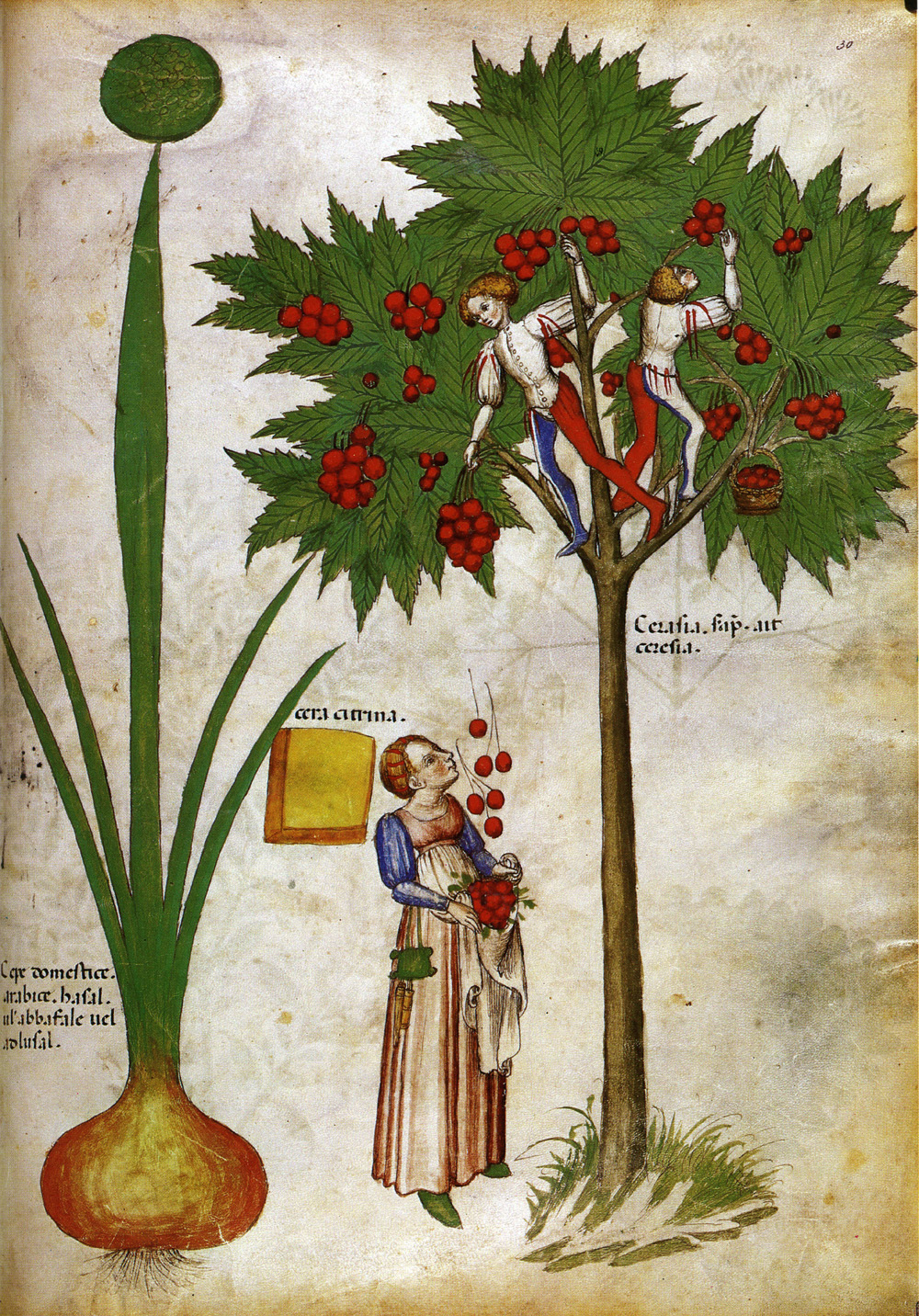
Compendio di piante medicinali, Italia Nord (seconda metà del XV secolo)
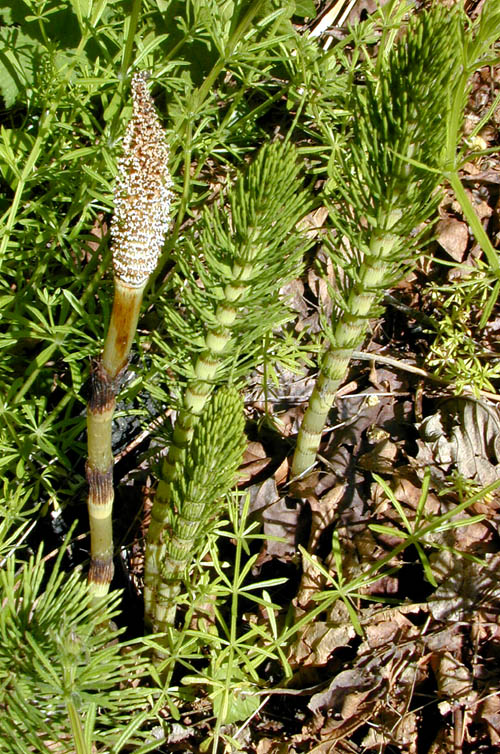
Equisetum Mascimum Flora agris Urbinatis-1939

## Opere principali
- Historiae Naturalis – Enciclopedia di Plinio il Vecchio (I sec. d.C.), uno dei primi testi a raccogliere conoscenze botaniche, zoologiche e mineralogiche. Contiene descrizioni di piante, i loro usi medicinali e agricoli, spesso basati su fonti greche.
- Ruralium Commodorum – Trattato di agronomia e scienze naturali di Pietro De’ Crescenzi (1304-1309), in cui vengono descritti metodi di coltivazione, proprietà delle piante e il loro uso nella medicina e nell'alimentazione. Influenzò profondamente l'agronomia medievale.
- Buch der Natur – Opera enciclopedica scritta in tedesco da Konrad von Megenberg (1349-1350), basata su fonti latine e arabe. Include sezioni dedicate alla botanica con descrizioni delle piante, delle loro proprietà e del loro ambiente naturale.
- De Viribus Herbarum – Poema medico-didattico attribuito a Macer Floridus (1482), che elenca le proprietà curative di numerose erbe, basandosi su tradizioni classiche e medievali. Diffuso per secoli, ebbe numerose edizioni.
- Le Grant Herbier – Conosciuto anche come Arbolayre (1486-1488), è una raccolta in francese di testi erboristici medievali, con informazioni su piante medicinali, il loro uso terapeutico e le credenze popolari ad esse legate.
- Ortus Sanitatis – Erbario illustrato di Johann Cuba (1491), pubblicato a Magonza, che unisce la tradizione erboristica medievale a nuove osservazioni. Contiene sezioni su piante, animali e minerali con scopi terapeutici.
- Tractatus de Virtutibus Herbarum – Opera attribuita ad Arnaldo de Vilanova (1491), medico e alchimista catalano. Tratta delle proprietà delle piante in relazione alla medicina e alla farmacopea medievale.
- Liber de Arte Distillandi – Scritto da Hieronymus Brunschwig (1500), è il primo trattato europeo sulla distillazione, descrivendo tecniche per estrarre principi attivi da piante, erbe e fiori per scopi terapeutici e cosmetici.
- Herbarum Vivae Eicones – Erbario di Otto Brunfels (1532), considerato tra i primi erbari scientifici moderni. Le sue illustrazioni furono realizzate osservando le piante dal vivo, segnando una rottura con le stilizzazioni medievali.
- De Natura Stirpium – Opera di Jean Ruel (1536), umanista e medico francese, che riorganizza e commenta il sapere botanico classico, basandosi su Dioscoride e Plinio, con un’attenzione più moderna alla descrizione delle piante.
- New Kreütter Büch – Erbario di Hieronymus Bock (1539), tra i primi a basarsi sull'osservazione diretta delle piante. Introduce un nuovo metodo di classificazione botanica, non più solo alfabetico, ma fondato sulle caratteristiche delle piante.
- De Historia Stirpium – Testo fondamentale di Leonhart Fuchs (1542), con illustrazioni dettagliate e precise delle piante. Considerato uno dei primi erbari scientifici del Rinascimento, segna un passo avanti nella botanica moderna.
- New Kreüterbuch – Versione tedesca del De Historia Stirpium di Fuchs (1543), arricchita da numerose illustrazioni botaniche a colori, realizzate con grande accuratezza.
- Herbarum Arborum Fruticum – Compendio botanico di Christian Egenolff (1546), con xilografie dettagliate di piante, frutti e alberi. Rivolto a medici e speziali, fu uno dei primi manuali botanici a stampa in tedesco.
- Commentarii in Dioscoridem – Opera di Andrea Mattioli (1554), un commento al De Materia Medica di Dioscoride, ampliato con nuove scoperte botaniche. Contiene oltre 600 illustrazioni e fu un riferimento per gli studiosi di medicina.
- Herbarium Vivum – Raccolta di piante essiccate di Hieronymus Harder (1562), uno dei primi esempi di erbario in senso moderno, in cui i campioni vegetali venivano conservati per studio e catalogazione.
- Herbario Novo – Scritto da Castore Durante (1585), medico e botanico romano, è un testo in volgare che descrive le proprietà curative delle piante, rendendo la conoscenza accessibile anche ai non specialisti.
- Hortus Medicus et Philosophicus – Erbario di Joachim Camerarius il Giovane (1588), contenente dettagliate illustrazioni di piante medicinali e ornamentali.
- Hortus Eystettensis – Capolavoro botanico di Basilius Besler (1613), un lussuoso volume illustrato che descrive le piante coltivate nel giardino del principe vescovo di Eichstätt. Unisce arte e scienza botanica.
- Theatrum Botanicum – Grande opera di John Parkinson (1640), uno dei più importanti erbari del XVII secolo, con descrizioni e illustrazioni dettagliate di centinaia di piante.
- "Flora Danica" (1666) – Opera di Simon Paulli, uno dei primi erbari dedicati alla flora della Danimarca. Questo lavoro si distingue per il suo approccio pratico, con descrizioni dettagliate delle piante e delle loro applicazioni in medicina.
- "The Herball, or Generall Historie of Plantes" (1633) – John Gerard, botanico inglese, ampliò questa opera che divenne una delle più influenti nel mondo anglosassone. Il libro comprende un vasto repertorio di piante europee ed esotiche, corredato da incisioni, e fu una delle fonti più utilizzate dagli studiosi del tempo.
- "Phytographia" (1681) – Scritto da John Ray, rappresenta una delle prime opere a tentare una classificazione scientifica moderna delle piante, basandosi su un'osservazione sistematica delle loro caratteristiche piuttosto che su criteri puramente empirici o tradizionali. È una pietra miliare nella transizione della botanica da disciplina empirica a scienza strutturata.
- "Hortus Cliffortianus" (1737) – Redatto da Carl Linnaeus con l’aiuto di Georg Dionysius Ehret, questo erbario illustrato fu commissionato dal banchiere e botanico olandese George Clifford. L'opera prelude al Systema Naturae e getta le basi per la futura classificazione delle piante secondo il metodo binomiale.
- "Species Plantarum" (1753) – Sempre di Linneo, è uno dei testi più fondamentali nella storia della botanica. Qui Linneo introduce il sistema di nomenclatura binomiale, che ancora oggi è alla base della classificazione scientifica delle piante. Il libro elenca e descrive migliaia di specie vegetali in maniera sistematica, segnando una svolta decisiva nello studio delle piante.
- "Flora Londinensis" (1777-1798) – Di William Curtis, botanico e illustratore britannico, questa opera si concentra sulla flora spontanea di Londra e dintorni. Le illustrazioni sono estremamente dettagliate e di grande valore artistico, rendendo il libro un capolavoro dell’illustrazione botanica del XVIII secolo.
- "Flora Graeca" (1806-1840) – Monumentale opera in 10 volumi di John Sibthorp e Ferdinand Bauer, dedicata alla flora della Grecia e dell’Asia Minore. Considerata una delle più spettacolari collezioni botaniche mai pubblicate, è celebre per la straordinaria qualità artistica delle tavole illustrate.

- "Prodromus Systematis Naturalis Regni Vegetabilis" (1824-1841) – Di Augustin Pyramus de Candolle, è un'opera chiave per lo sviluppo della tassonomia vegetale. Candolle propose un sistema di classificazione basato su caratteri naturali delle piante, influenzando profondamente la botanica moderna.
- "Curtis's Botanical Magazine" (dal 1787) – Fondata da William Curtis, questa rivista è una delle pubblicazioni botaniche più longeve e ancora in attività. Fornisce dettagliate illustrazioni a colori di piante, risultando un riferimento fondamentale per giardinieri, botanici e studiosi.
- "Flora Japonica" (1835-1870) – Scritto da Philipp Franz von Siebold e Joseph Gerhard Zuccarini, è una delle prime opere a documentare sistematicamente la flora giapponese per un pubblico occidentale. Grazie a dettagliate illustrazioni e descrizioni, il libro ha avuto un ruolo chiave nella conoscenza delle piante dell'Estremo Oriente.
- "Hooker's Icones Plantarum" (dal 1837) – Serie illustrata di piante curata da Joseph Dalton Hooker, uno dei botanici più influenti del XIX secolo. L’opera documenta numerose specie botaniche raccolte in tutto il mondo, con particolare attenzione alle piante coloniali dell'Impero Britannico.

## Horti sicci: erbari come raccolta di campioni
Verso la fine del XV secolo compare l'uso di porzioni di piante o di intere piante essiccate (hortus siccus) che sostituiscono le raffigurazioni.
Le varie fasi della costruzione di un erbario comprendono:
- La raccolta dei campioni che devono possedere tutte le parti necessarie per la determinazione.
- Il processo di essiccazione dei campioni tramite la compressione degli stessi tra due fogli di carta assorbente. Il processo è completo quando le piante sono rigide e perfettamente asciutte.
- L'etichettatura dei campioni essiccanti. L'etichetta prevede l'inserimento di varie informazioni tra cui:
  - la denominazione scientifica della specie
  - la posizione sistematica
  - la data di raccolta
  - il luogo di raccolta, con quota s.l.m. e possibilmente le coordinate geografiche
  - l'habitat
  - il raccoglitore
  - il determinatore
  - informazioni riguardanti le dimensioni, il colore delle foglie, la forma e le dimensioni dei fiori insieme ad altri particolari.
- La protezione periodica delle piante dagli insetti e dai parassiti tramite fumigazione con insetticidi o repellenti.

Gli esemplari, che vengono poi montati su fogli di carta bianca rigida dopo l'etichettatura, vengono poi collocati in una custodia protettiva. Alcuni gruppi di piante sono morbidi, voluminosi, o comunque non suscettibili di essiccazione e non adatti alla stesura su fogli. Per queste piante, possono essere utilizzati altri metodi di preparazione e conservazione.

## Arte
Un erbario con quasi 600 esemplari fu dipinto nel XVII secolo sul soffitto della chiesa dell'Abbazia di Monte San Michele a Bamberga in Germania.
In numerose opere pittoriche rinascimentali troviamo rappresentazioni di erbe e piante come, ad esempio, nella Primavera di Botticelli e in dipinti di Giovanni Bellini, Vittore Carpaccio, Cima da Conegliano.